# コダーイ円形広場駅
座標: 北緯47度30分33秒 東経19度04分10秒 / 北緯47.50917度 東経19.06944度
コダーイ円形広場駅（-えんけいひろばえき）とはハンガリー共和国ブダペスト県ブダペスト市6区に位置するブダペスト地下鉄1号線の駅である。駅名はコダーイ・ゾルターンに因んで名付けられたコダーイ円形広場に因んでいる。

## 駅構造
- 相対式ホーム2面2線を有す地下駅。

## 駅周辺
- コダーイ円形広場 - 当駅の真上

## 歴史
- 1896年5月2日 - 開業。

## 隣の駅
ブダペスト地下鉄
■1号線
ヴェレシュマルティ通駅 - コダーイ円形広場駅 - バイザ通駅